# Arts et Métiers ParisTech
De Arts et Métiers ParisTech, ook wel ENSAM (École nationale supérieure d'arts et métiers), is een in 1780 opgerichte grande école (technische universiteit) in Parijs. De instelling is sinds 1991 een onderdeel van de ParisTech associatie.

## Diploma
Mensen met een diploma van de Arts et Métiers ParisTech worden bijvoorbeeld technisch manager of onderzoeker in een werkbouwkundige omgeving.
Diploma's die te behalen zijn:
- Ingenieursdiploma Master : 'Ingénieur ENSAM' (300 ECTS) ;
- Doctoraatsschole ;
- Mastère Spécialisé, een eenjarige opleiding voor verdere specialisatie ;
- Massive open online course[2]